# Otvajni
Otvajni - Отважный (rus) és un possiólok del krai de Krasnodar, a Rússia. Es troba a les planes del Kuban-Priazov, a la vora del Ribnàia, tributari del Beisujok Dret. És a 30 km al nord-est de Vísselki i a 105 km al nord-est de Krasnodar.
Pertany al possiólok de Gazir.